# 布雷茹-杜斯桑托斯
布雷茹-杜斯桑托斯是巴西帕拉伊巴州的一个市镇。总面积93.848平方公里，总人口5737人，人口密度61.1人/平方公里。